# 中川彰
中川 彰（なかがわ あきら、1947年3月18日 - ）は、日本の鉄道技術者、実業家。JR東海代表取締役副社長や、日本車輌製造代表取締役社長を務めた。

## 人物・経歴
愛知県豊橋市出身。1965年、静岡県立静岡高等学校卒業。1969年、東北大学工学部卒業、日本国有鉄道入社。1987年、東海旅客鉄道入社。技術を担当し、1997年、東海旅客鉄道取締役新幹線鉄道事業本部浜松工場長に昇格。2002年、東海旅客鉄道常務取締役総合技術本部技術企画部長。2006年、東海旅客鉄道代表取締役副社長。2008年、日本車輌製造代表取締役副社長。2010年から日本車輌製造代表取締役社長を務め、JR依存からの脱却を進めるなどした。趣味は鉄道模型。2015年、退任。